# Ô saisons, ô châteaux
Ô saisons, ô châteaux (letteralmente "O stagioni, o castelli") è un cortometraggio francese di genere documentario, realizzato nel 1957 da Agnès Varda e distribuito l'anno successivo dalla casa di produzione Les Films de la Pléiade.
Si tratta del primo documentario della cineasta e della sua seconda opera cinematografica dopo La Pointe courte (1955). Il soggetto del film è di carattere storico, letterario e geografico, attesta l'interesse di Varda verso il paesaggio francese e testimonia una fase poco indagata della sua filmografia, in particolare del suo cinema documentale.

## Trama
(Agnès Varda)
(Jean-Luc Godard)

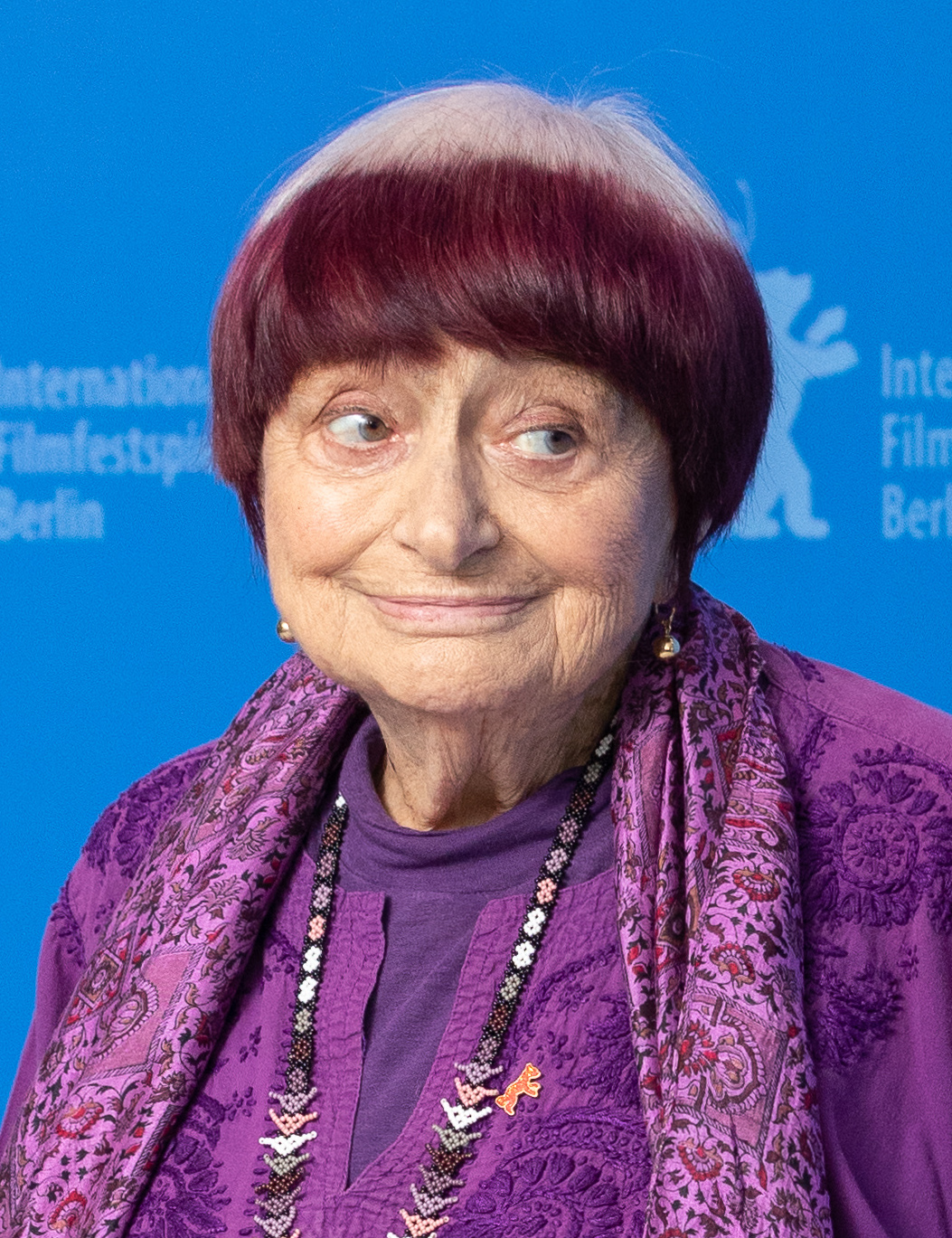
Agnès Varda alla Berlinale 2019

Il titolo, tratto dalla poesia eponima di Arthur Rimbaud, evoca i castelli dei Paesi della Loira, raccontati nelle loro diverse stagioni storiche, dal Medioevo al Rinascimento, seguendo l'ordine cronologico della loro costruzione e genesi architettonica. La ricostruzione storica si intreccia a una rappresentazione lirica del paesaggio, in quanto le singole inquadrature diventano veri e propri tableaux vivants, in cui le fortezze sembrano prendere vita grazie alla natura che pulsa intorno ad essi e alle storie raccontate dagli abitanti dei villaggi circostanti, in particolare dai giardinieri e dai guardiani dei castelli.
Tutto questo è accompagnato da una voce prevalentemente fuori campo, quella dell'attrice Danièle Delorme, che narra la storia dei luoghi, anche attraverso stralci di poesie e immagini d'archivio. Ripercorrendo la genesi dei beni architettonici della Loira, Varda ripercorre la storia della Francia, alternando il punto di vista di chi viveva l'ambiente di corte, cioè la nobiltà, e di chi invece ne era escluso, ovvero la classe operaia, ma contribuiva in modo decisivo alla conservazione e allo splendore di quegli ambienti.
Alla storia architettonica dei castelli della Loira si aggiungono suggestioni provenienti da altri ambiti in cui la cultura francese accrebbe storicamente il suo prestigio e ricosse  successo internazionale: l'ambito letterario, in quanto vengono recitati versi dei poeti de La Pléiade, e la moda, in particolare la haute couture, simboleggiata dalle dame che, come fossero indossatrici di moda, sfilano lungo le terrazze dei castelli, evocando la bellezza dell'arte classica.
Il film si propone dunque come una ricostruzione documentale della genesi  ma anche come una narrazione lirica ed evocativa capace di far viaggiare lo spettatore nel tempo e nello spazio.
L'opera risulta essere all'avanguardia non solo per l'approccio creativo e interdisciplinare al genere documentario, ma anche in virtù della tecnica impiegata, quella del Eastmancolor che soppianta definitivamente quella del Technicolor e viene introdotta dalla Kodak pochi anni prima, nel 1950.

## Produzione
Il film fu commissionato dall'Office National du Tourisme (ONT) e prodotto e distribuito dalla casa di produzione cinematografica indipendente Les Films de la Pléiade, fondata da Pierre Braunberger e specializzata nel genere documentario. Essa, attiva sin dagli anni Venti, contribuì alla scoperta e alla diffusione delle opere dei cineasti della Nouvelle Vague, tra questi Agnès Varda, Jean-Luc Godard, Alain Resnais.
La casa di produzione prende il nome dalla prima scuola poetica francese, la Pléiade per l'appunto, formatasi intorno alla metà del 16° secolo.

## Distribuzione
La distribuzione internazionale del corto è stata gestita da Les Films du Jeudi e da L'Agence du court métrage.

## Accoglienza
Il film fu accolto positivamente dalla critica, selezionato e presentato al Festival di Cannes nel 1958 e al Festival di Tours, un evento importante dedicato ai cortometraggi.
(Françoise Truffaut, da A Complicated Passion: The Life and Work of Agnès Varda, 2024)